# Tiroteig de Nakhon Ratchasima de 2020
El tiroteig de Nakhon Ratchasima de 2020 va ser un tiroteig massiu que va tenir lloc a Nakhon Ratchasima, Tailàndia, i els seus voltants, conegut col·loquialment com a Korat, entre el 8 i el 9 de febrer de 2020. Un soldat del Real Exèrcit Tailandès va matar a 30 persones i en va ferir 58 més abans que les forces de seguretat l'abatessin a tirs.
L'atac va començar quan l'autor va disparar i va matar el seu oficial al comandament i a dues persones més en el campament militar de Surathamphithak (ค่าย สุร ธรรม พิทักษ์), base on estava estacionat. Després, el sospitós va robar armes i un Humvee militar i va conduir fins al centre comercial Terminal 21 Korat, on hi havia una gran quantitat de compradors a causa de la festa pública Magha Puja, on va obrir foc contra els presents. En el camí al centre comercial; com a Wat Pa Sattha Ruam, un temple budista, també va disparar contra diverses persones. Durant l'atac, el sospitós va publicar actualitzacions i va compartir una transmissió en directe en el seu compte de Facebook. És el tiroteig massiu més mortífer en la història de Tailàndia.

## Els atacs

### Casa i camp militar de Suratham Phithak
El tiroteig va començar aproximadament a les 15.30 hora local del 8 de febrer de 2020 en una casa, on l'atacant va arribar per discutir una disputa de propietat amb el seu comandant, el coronel Anantharot Krasae. El va enfrontar, va robar la seva arma i el va matar a tirs. Després va disparar i va matar a la sogra del comandant. Tot seguit, Jakrapanth va anar a la base de l'exèrcit Surathamphitak, on treballava, i va assaltar el campament, del qual va robar d'un lloc de guàrdia i les armeries dos rifles d'assalt Tipus 11 (una variant del HK33), una metralladora M60 i 776 bales, matant a un soldat en el procés. Després va robar un Humvee i en va ferir al conductor. Jakrapanth va escapar i va obrir foc contra dos policies i dos civils, ferint-los. Els oficials van sofrir múltiples ferides de bala en les cames i l'esquena.

### Temple budista i centre comercial Terminal 21 Korat
Després de la fugida, Jakrapanth va començar a disparar al carrer: es va detenir enfront de Wat Pa Sattha Ruam, un temple budista, i va matar a vuit civils i un oficial de policia. Després va arribar al centre comercial Terminal 21 Korat a la ciutat de Nakhon Ratchasima, on va deixar el vehicle i va començar a disparar indiscriminadament a persones fora del centre comercial, abans de detonar un cilindre de gas de cuina, matant a 12 civils. Després va ingressar al centre comercial, matant a dues persones i prenent setze ostatges dins del centre comercial en el quart pis. Jakrapanth va transmetre en directe en Facebook Live durant el setge i va compartir fotos i mems a la seva pàgina de perfil, encara que Facebook aviat va eliminar el seu compte en ser informat.
Oficials de policia i soldats van irrompre al centre comercial i van exigir la rendició de Jakrapanth, fet al qual va respondre obrint foc contra ells, matant dos policies i un soldat i ferint-ne almenys a altres tres. Jakrapanth va romandre dins durant diverses hores, durant les quals les autoritats van portar a la seva mare per intentar convèncer-lo que es rendís. El 9 de febrer, a les 09.13 hora local, la policia va anunciar que havia disparat i matat a Jakrapanth.

## Perpetrador
El sergent major de primera classe Jakrapanth Thomma (จักรพันธ์ ถม มา, RTGS: Chakkraphan Thomma; 4 d'abril de 1988 - 9 de febrer de 2020), de 31 anys, va néixer a la província de Chaiyaphum. Abans de l'incident, havia estat estacionat a la Base Militar de Surathamphithak, on va tenir lloc el primer tiroteig. Anteriorment va rebre formació com a suboficial i era un tirador expert.

## Efectes

### Ús de les xarxes socials
El sospitós va publicar a les xarxes socials durant el seu atac, preguntant a Facebook si hauria de rendir-se. Anteriorment havia publicat una foto d'una pistola i bales, titulada "És hora d'emocionar-se" i "Ningú pot evitar la mort". Facebook va retirar la pàgina i va declarar: "Els nostres cors estan amb les víctimes, les seves famílies i la comunitat afectada per aquesta tragèdia a Tailàndia. No hi ha lloc a Facebook per a les persones que cometen aquest tipus d'atrocitats, ni permetem que les persones lloïn o recolzin aquest atac.

### Crítiques a la cobertura mediàtica
Els esdeveniments del tiroteig van ser inicialment coberts mitjançant transmissions en directe prop de l'escena per emissores televisives tailandeses, que van rebre crítiques públiques i governamentals per, possiblement, proporcionar al pistoler informació sobre els moviments de les autoritats que intervenien en l'escena. El regulador de les transmissions de Tailàndia, el NBTC, va convocar una reunió amb representants d'emissores de televisió per discutir les seves transmissions en directe del lloc. El secretari general de la NBTC, Takorn Tanthasit, va declarar que va ordenar a totes les emissores de televisió que deixessin de transmetre en directe la situació i qualsevol altra informació que pogués haver interferit en la intervenció de les autoritats, i va emetre advertiments que van ser ignorats per algunes emissores, la qual cosa implica que conduirà a acció disciplinària. El hashtag # แบน ช่อง one ("Prohibiu Channel One"), # แบน ไทยรัฐ ("Prohibiu Thairath") i # สื่อ ไร้ จรรยาบรรณ ("Mitjans sense ètica") van ser tendència a Twitter a Tailàndia en resposta a la cobertura en directe dels mitjans de comunicació i xarxes socials.